# Clepsis monticolana
Clepsis monticolana es una especie de polilla del género Clepsis, categorizada en la tribu Archipini, de la subfamilia Tortricinae.

## Distribución
Se distribuye por Japón.

## Taxonomía
Fue descrita por Kawabe en 1964 y publicada en (Clepsis), Trans. lepid. Soc. Japan 15: 1.